# Aboriginal and Torres Strait Islander Commission
Die Aboriginal and Torres Strait Islander Commission (ATSIC) wurde durch ein australisches Bundesgesetz 1989 ins Leben gerufen. Die ATSIC sollte die Belange der australischen Ureinwohner gegenüber den verschiedenen Organen australischer Bundes-, Landes- und Kommunalregierungen vertreten. Außerdem sollte die ATSIC Programme formulieren und implementieren, welche der Förderung des Sozial- und Kulturwesens von Aborigines und Torres-Strait-Insulanern dienen.
Auch sollte die ATSIC mit Aborigines und Torres Straight Islanders auf allen Ebenen zusammenarbeiten, sei es auf organisatorischer oder auch auf persönlicher Ebene. Die ATSIC unterstand direkt dem Bundesminister für Aboriginal Affairs. Die Kommission hatte einen Vorstand, geleitet von einer Chairperson. Vorstand und Vorsitzender wurden demokratisch gewählt von regionalen Vertretern, welche ganz Australien vertraten.
Nach längeren Überprüfungen wurde die ATSIC schließlich im Juli 2005 von der Regierung unter John Howard abgeschafft. Es gab etliche interne Probleme und einige Korruptionsskandale, des Weiteren sei die Kommission „zu sehr mit symbolischen Angelegenheiten“ beschäftigt gewesen. Die ATSIC soll durch eine Gruppe Indigener Berater ersetzt werden, die dann die offizielle Politik beeinflussen sollen.
Im selben Monat der Abschaffung der ATSIC wurde des Weiteren das einzige Member of Parliament mit Aborigine-Abstammung, Aden Ridgeway, nicht wiedergewählt.